# Crotalaria naikiana
Crotalaria naikiana là một loài thực vật có hoa trong họ Đậu. Loài này được Zate miêu tả khoa học đầu tiên.